# Leichtathletik-Europameisterschaften 1974/400 m der Frauen

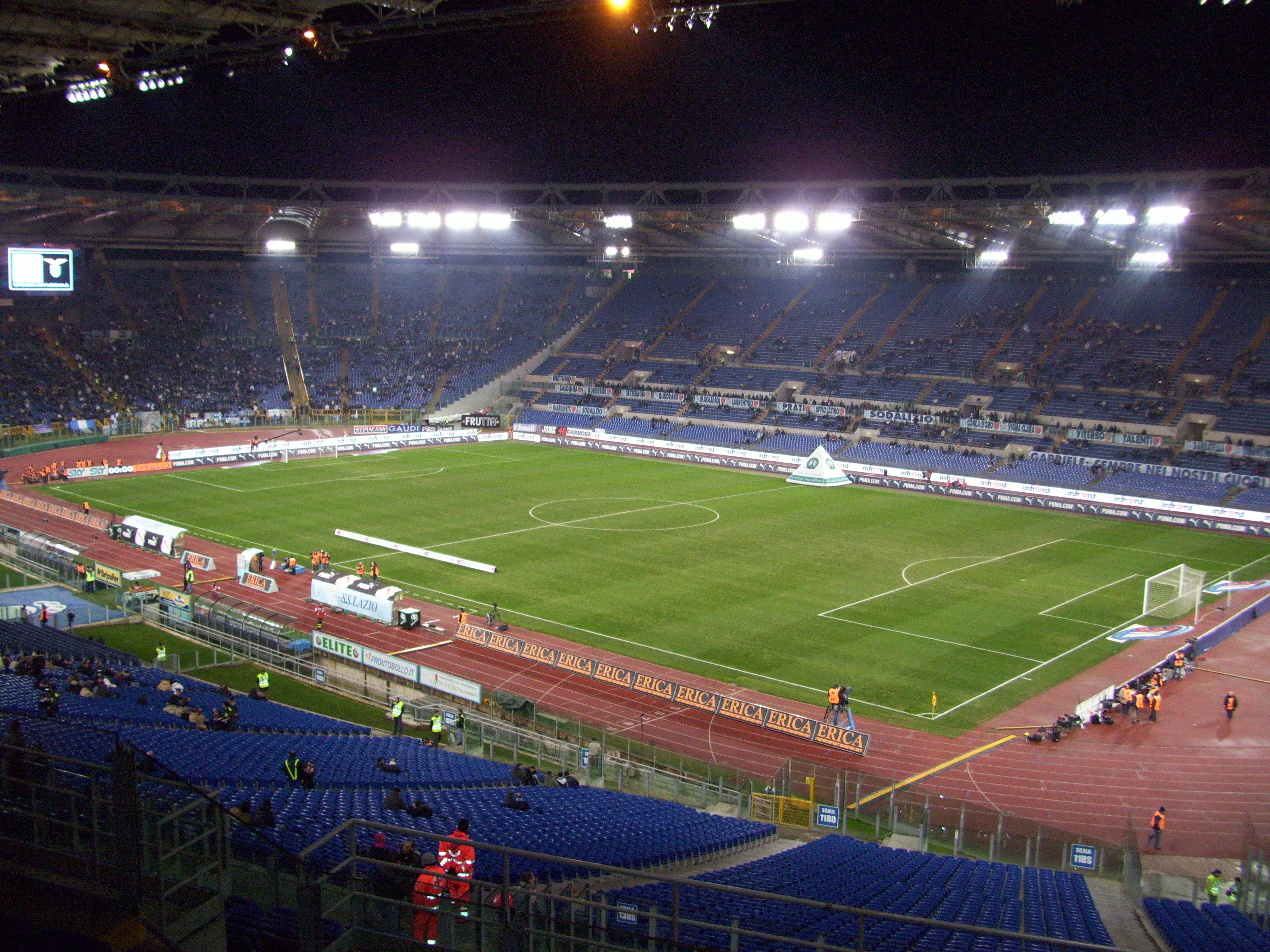
Das Olympiastadion von Rom im Jahr 2009

Der 400-Meter-Lauf der Frauen bei den Leichtathletik-Europameisterschaften 1974 wurde vom 2. bis 4. September 1974 im Olympiastadion von Rom ausgetragen.
Europameisterin wurde die Finnin Riitta Salin. Im Finale stellte sie einen neuen elektronisch gemessenen Europarekord auf. Ellen Streidt, frühere Ellen Strophal, aus der DDR errang die Silbermedaille. Bronze ging an die bundesdeutsche Olympiazweite von 1972 Rita Wilden.

## Rekorde
Vorbemerkung:

In diesen Jahren gab es bei den Bestleistungen und Rekorden eine Zweiteilung. Es wurden nebeneinander handgestoppte und elektronisch ermittelte Leistungen geführt. Die offizielle Angabe der Zeiten erfolgte in der Regel noch in Zehntelsekunden, die bei Vorhandensein elektronischer Messung gerundet wurden. Allerdings verlor der in Zehntelsekunden angegebene Rekord immer mehr an Bedeutung. Ab 1977 hatte das Nebeneinander der Bestzeiten ein Ende, von da an wurde nur noch der elektronische gemessene und in Hundertstelsekunden angegebene Wert als Rekord gelistet.

### Offizielle Rekorde – Angabe in Zehntelsekunden

#### Bestehende Rekorde
| Weltrekord           | 49,9 s | Irena Szewińska | Warschau, Polen        | 22. Juni 1974      |
| Europarekord         | 49,9 s | Irena Szewińska | Warschau, Polen        | 22. Juni 1974      |
| Meisterschaftsrekord | 51,7 s | Nicole Duclos   | EM Athen, Griechenland | 18. September 1969 |
| Meisterschaftsrekord | 51,7 s | Colette Besson  | EM Athen, Griechenland | 18. September 1969 |

#### Rekordverbesserungen
Der bestehende EM-Rekord wurde zweimal verbessert. Darüber hinaus gab es sieben neue Landesrekorde.
- Meisterschaftsrekorde:
  - 51,4 s – Ellen Streidt (DDR), erstes Halbfinale am 3. September
  - 50,1 s – Riitta Salin (Finnland), Finale am 4. September
- Landesrekorde:
  - 52,8 s – Rosine Wallez (Belgien), dritter Vorlauf am 2. September
  - 52,1 s – Karoline Käfer (Österreich), zweites Halbfinale am 3. September
  - 51,1 s – Riitta Salin (Finnland), Finale am 4. September
  - 50,7 s – Ellen Streidt (DDR), Finale am 4. September
  - 50,9 s – Rita Wilden (BR Deutschland), Finale am 4. September
  - 51,2 s – Nadeschda Iljina (Sowjetunion), Finale am 4. September
  - 51,8 s – Karoline Käfer (Österreich), Finale am 4. September

### Elektronisch gemessene Rekorde

#### Bestehende Rekorde
| Weltrekord           | 51,02 s | Marilyn Neufville | Edinburgh, Großbritannien | 23. Juli 1970      |
| Europarekord         | 50,98 s | Jelica Pavličić   | Sofia, Bulgarien          | 3. August 1974     |
| Meisterschaftsrekord | 51,77 s | Nicole Duclos     | EM Athen, Griechenland    | 18. September 1969 |

#### Rekordverbesserungen
Der bestehende EM-Rekord wurde zweimal verbessert. Darüber hinaus gab es einen neuen Weltrekord sowie sieben neue Landesrekorde.
- Meisterschaftsrekorde:
  - 51,40 s – Ellen Streidt (DDR), erstes Halbfinale am 3. September
  - 50,14 s – Riitta Salin (Finnland), Finale am 4. September
- Weltrekord, elektronisch gemessen:
  - 50,14 s – Riitta Salin (Finnland), Finale am 4. September
- Landesrekorde:
  - 52,82 s – Rosine Wallez (Belgien), dritter Vorlauf am 2. September
  - 52,14 s – Karoline Käfer (Österreich), zweites Halbfinale am 3. September
  - 50,14 s – Riitta Salin (Finnland), Finale am 4. September
  - 50,69 s – Ellen Streidt (DDR), Finale am 4. September
  - 50,88 s – Rita Wilden (BR Deutschland), Finale am 4. September
  - 51,22 s – Nadeschda Iljina (Sowjetunion), Finale am 4. September
  - 51,77 s – Karoline Käfer (Österreich), Finale am 4. September

## Legende
- CR: Championshiprekord
- ER: Europarekord
- NR: Nationaler Rekord
- DR: Deutscher Rekord
- BR: Bundesdeutscher Rekord
- el: elektronisch gemessen

## Vorrunde
2. September 1974
Die Vorrunde wurde in vier Läufen durchgeführt. Die ersten drei Athletinnen pro Lauf – hellblau unterlegt – und die darüber hinaus vier zeitschnellsten Läuferinnen – hellgrün unterlegt – qualifizierten sich für das Halbfinale.

### Vorlauf 1
| Platz | Name                 | Nation           | Zeit (s) |
| ----- | -------------------- | ---------------- | -------- |
| 1     | Natalja Sokolowa     | Sowjetunion      | 53,21    |
| 2     | Jozefína Čerchlanová | Tschechoslowakei | 53,23    |
| 3     | Danuta Piecyk        | Polen            | 53,30    |
| 4     | Donna Hartley        | Großbritannien   | 53,49    |
| 5     | Dominique Forest     | Frankreich       | 55,35    |

### Vorlauf 2
| Platz | Name                | Nation         | Zeit (s) |
| ----- | ------------------- | -------------- | -------- |
| 1     | Riitta Salin        | Finnland       | 51,88    |
| 2     | Angelika Handt      | DDR            | 52,21    |
| 3     | Krystyna Kacperczyk | Polen          | 52,76    |
| 4     | Jannette Roscoe     | Großbritannien | 53,28    |
| 5     | Trudy Wunderink     | Niederlande    | 53,30    |
| 6     | Claire Walsh        | Irland         | 54,14    |

### Vorlauf 3
| Platz | Name             | Nation         | Zeit (s) |
| ----- | ---------------- | -------------- | -------- |
| 1     | Ellen Streidt    | DDR            | 51,79    |
| 2     | Rita Wilden      | BR Deutschland | 51,91    |
| 3     | Karoline Käfer   | Österreich     | 52,20    |
| 4     | Rosine Wallez    | Belgien        | 52,82 NR |
| 5     | Ingrīda Barkāne  | Sowjetunion    | 53,01    |
| 6     | Genowefa Błaszak | Polen          | 53,34    |

### Vorlauf 4
| Platz | Name             | Nation         | Zeit (s) |
| ----- | ---------------- | -------------- | -------- |
| 1     | Nadeschda Iljina | Sowjetunion    | 52,30    |
| 2     | Verona Bernard   | Großbritannien | 52,46    |
| 3     | Jelica Pavličić  | Jugoslawien    | 53,11    |
| 4     | Pirjo Wilmi      | Finnland       | 53,43    |
| 5     | Karola Claus     | BR Deutschland | 54,26    |
| 6     | Irén Orosz       | Ungarn         | 54,90    |

## Halbfinale
3. September 1974, 17:50 Uhr
In den beiden Halbfinalläufen qualifizierten sich die jeweils ersten vier Athletinnen – hellblau unterlegt – für das Finale.

### Lauf 1

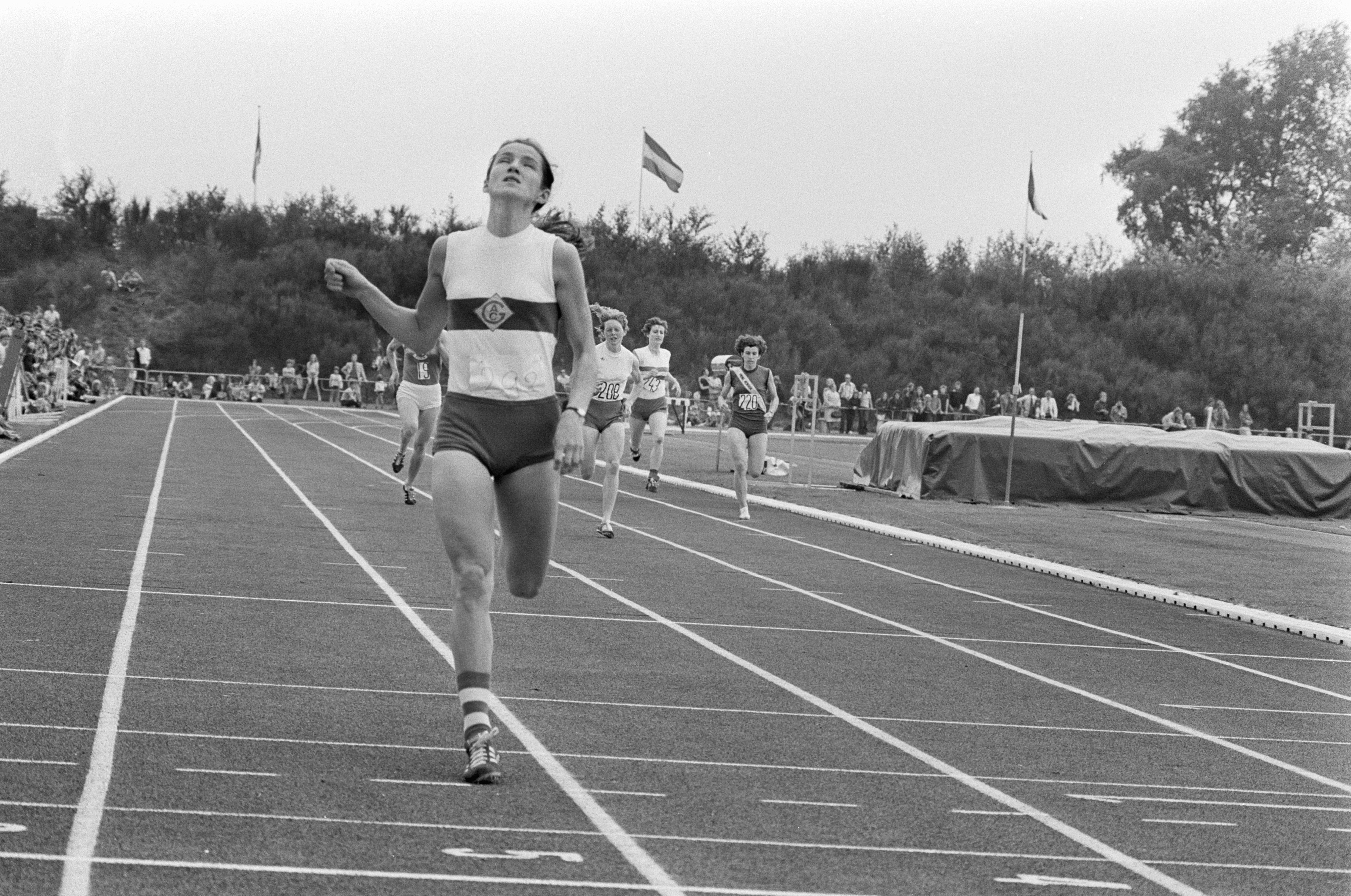
Trudy Wunderink erreichte das Semifinale und schied dort als Achte ihres Rennens aus

| Platz | Name                | Nation         | Zeit (s) |
| ----- | ------------------- | -------------- | -------- |
| 1     | Ellen Streidt       | DDR            | 51,40 CR |
| 2     | Rita Wilden         | BR Deutschland | 51,46    |
| 3     | Nadeschda Iljina    | Sowjetunion    | 51,65    |
| 4     | Jelica Pavličić     | Jugoslawien    | 51,87    |
| 5     | Krystyna Kacperczyk | Polen          | 52,07    |
| 6     | Jannette Roscoe     | Großbritannien | 52,85    |
| 7     | Rosine Wallez       | Belgien        | 53,02    |
| 8     | Trudy Wunderink     | Niederlande    | 53,46    |

### Lauf 2
| Platz | Name                 | Nation           | Zeit (s) |
| ----- | -------------------- | ---------------- | -------- |
| 1     | Riitta Salin         | Finnland         | 51,46    |
| 2     | Angelika Handt       | DDR              | 51,67    |
| 3     | Karoline Käfer       | Österreich       | 52,14 NR |
| 4     | Verona Bernard       | Großbritannien   | 52,18    |
| 5     | Ingrīda Barkāne      | Sowjetunion      | 52,52    |
| 6     | Danuta Piecyk        | Polen            | 52,93    |
| 7     | Jozefína Čerchlanová | Tschechoslowakei | 53,77    |
| 8     | Natalja Sokolowa     | Sowjetunion      | 53,82    |

## Finale
4. September 1974
| Platz | Name             | Nation         | Zeit (s)         |
| ----- | ---------------- | -------------- | ---------------- |
| 1     | Riitta Salin     | Finnland       | 50,14 WRel/CR/NR |
| 2     | Ellen Streidt    | DDR            | 50,69 DR         |
| 3     | Rita Wilden      | BR Deutschland | 50,88 BR         |
| 4     | Nadeschda Iljina | Sowjetunion    | 51,22 NR         |
| 5     | Angelika Handt   | DDR            | 51,24            |
| 6     | Karoline Käfer   | Österreich     | 51,77 NR         |
| 7     | Verona Bernard   | Großbritannien | 52,62            |
| 8     | Jelica Pavličić  | Jugoslawien    | 53,01            |